# Пагутяк Галина Василівна
Москале́ць Гали́на Васи́лівна, відома під творчим псевдонімом Пагутя́к Гали́на (26 липня 1958, Залокоть, Дрогобицький район, Львівська область) — сучасна українська письменниця в жанрах фентезі, наукової фантастики й готичного роману. Лауреатка Шевченківської премії з літератури (2010) за книгу прози «Слуга з Добромиля». Авторка роману «Урізька готика».

## Життєпис

### Дитинство
Народилася в селі Залокоть, що на Львівщині, у сім'ї вчителів. Згодом родина переїхала в село Уріж. Галина була наймолодшою із трьох доньок, часто гуляла біля річки Бистриці, любила ходити лісом. А ще більше — слухати містичні розповіді старших. Наприклад, її дідусеві перед Другою світовою війною бачилось видіння: пасучи вночі коней біля вогнища, він помітив, як полум'я почало звиватися, рости вгору, а з нього вилетіла колона (дике весілля) і, за кілька секунд зникла. Згодом Галина дослідить це, дізнається, що дике весілля є у європейських міфологіях та напише роман «Зачаровані музиканти». Отже, в сім'ї до таких речей ставились серйозно.
Була вона дуже завзята і допитлива: завжди брала із бібліотеки книги, читала художні твори, навіть самостійно вчила іноземні мови, користуючись словниками та розмовниками.

### Юність
Дуже хотіла стати археологом, але для цього треба було мати партійний квиток. Після невдалої спроби поступити на філософський факультет почала писати повість — спогади про 10-ий клас. Вислала твір у Київ, в Спілку письменників і отримала запрошення на всеукраїнську нараду молодих авторів. Там їй запропонували публікацію твору, при умові його скорочення вдвічі. Вона не погодилась.
У 18 років узимку втекла з дому до Одеси, у заклад, де готували штукатурів-плиточників.
Працювала на Бориславському фарфоровому заводі, інколи доводилось стояти біля конвеєра кілька змін. В цей складний час починає писати повість «Діти».
За рік вступає до Львівського національного університету.
Закінчила українську філологію Київського державного університету ім. Т. Г. Шевченка.

### Доросле життя та творчість
Працювала у школі, у Дрогобицькому краєзнавчому музеї, приватній школі, Львівській картинній галереї. Член Національної спілки письменників України.
Перші книги видала ще в часи Радянського Союзу. Була дуже наполеглива і завжди йшла проти волі видавців, не боялася при цьому критикувати радянські звичаї. Тим не менш, книга «Господар» (1986 р.), що друкувалася у київському видавництві «Радянський письменник», вийшла у світ з фантастичним і для сьогоднішньої України тиражем в 65 тисяч примірників.
Пишучи свої твори, нерідко відходила від загальноприйнятих канонів прози, через що навіть в незалежній Україні мала проблеми з видавцями. Написала і кілька дитячих книг.
Останнім часом більшість своїх книг видає у львівському видавництві «Піраміда» у серії «Приватна колекція».
Живе та працює у Львові.

### Походження
Батько — Василь Пагутяк, мати — Іванна Басараб.
Батьків рід походить з бойківського села Сторона, де, за словами письменниці, кожен другий — її близький або далекий родич.
Мама розповідала, що її рід дуже давній. Під час роботи над романом «Слуга з Добромиля» (2006 р.) Галина Пагутяк дослідила рід мами і дійшла до висновку, що вона — нащадок Влада Цепеша, більш відомого як Дракула, адже перше — місцеве прізвисько валаського князя, а друге — творіння письменників і кінематографістів. Справжнє його прізвище, як і матері Галини — Басараб. Ця династія більше 600 років правила князівством.
За словами самої письменниці, таке походження нагадує сьогодні тільки її руде волосся, яким володіли члени роду. І хоч в дитинстві її стригли, аби позбутися цього кольору, вона рада, що залишилась рудою. Слави або дискомфорту благородне походження письменниці не приносить.

### Шевченківська премія
Інститут літератури подавав заявку письменниці на здобуття премії тричі. Перші два рази виявились неуспішними. За словами Галини Пагутяк, це дуже велика приємність для неї, адже зазвичай інститут подає заявки літературознавців.
У 2010 році стало відомо, що за книгу прози «Слуга з Добромиля» письменниця удостоїлася Шевченківської премії в галузі літератури.
У 2012 році перевидала цей роман у «Піраміді», бо старий наклад давно розійшовся.

### «Магнат» і подальша творчість
Письменниця зізналася, що після роману «Магнат» (2014 р.), що вийшов у видавництві «А-БА-БА-ГА-ЛА-МА-ГА», не планувала писати великих речей і зайнятися редагуванням чужих текстів. Фактично — відійти від письменницької справи, покинути велику літературу. Наступні два роки виходять невелика повість, книга для дітей, перевидання старих книг та 2 томи майбутнього десятикнижжя письменниці.
Та вже в 2016 році вона презентує роман «Гіркі землі» про важку долю галицької Каліфорнії — Борислава та його жителів, половина з яких вже виїхала на заробітки в пошуках кращої долі. В однойменну книгу окрім роману входять ще чотири оповідання.
На презентації «Гірких земель» в Дрогобичі письменниця зізналася, що пише нову книгу.

## Відзнаки
| Рік  | Відзнака                                             | Номінація               | Книга                     | Результат |
| ---- | ---------------------------------------------------- | ----------------------- | ------------------------- | --------- |
| 2008 | Міжнародна асамблея фантастики «Портал»              | Книга українською мовою | «Книгоноші з Королівства» | Перемога  |
| 2008 | Українсько-австралійська літературна премія «Айстра» | (без категорій)         | «Захід сонця в Урожі»     | Перемога  |
| 2009 | Книга року BBC-2009                                  | Дорослий список         | «Урізька готика»          | Номінація |
| 2010 | Національна премія України імені Тараса Шевченка     | Література              | «Слуга з Добромиля»       | Перемога  |
| 2011 | Міжнародна асамблея фантастики «Портал»              | Книга українською мовою | «Зачаровані музиканти»    | Перемога  |
| 2015 | Літературна премія Валерія Шевчука                   | (без категорій)         | «Магнат»                  | Перемога  |

## Скандал навколо ЗНО
2015 року уривок з твору Галини Пагутяк було без дозволу авторки використано у завданнях зовнішнього незалежного оцінювання (ЗНО) з української мови. У п'яти завданнях (№ 29—33) треба було проаналізувати філософський текст на тему: «Маленький шлях — не для людей…» і дати відповідь на те, що саме хотів сказати автор. У своєму відкритому листі Галина Пагутяк назвала ці завдання «абсурдом і наругою над авторським текстом».

## Цікаві факти
- Галина Пагутяк обожнює котів. В її квартирі разом з нею проживає 5 домашніх улюбленців.

- Місцем дії багатьох її творів є рідне село письменниці Уріж. Саме в Урожі, за словами самої Галини Пагутяк, їй відкрився дивний світ людських вірувань про потойбіччя, до яких вона ставилася більш, ніж серйозно. Саме село, що є сусіднім з батьківщиною Франка — Нагуєвичами, вона вважає дуже містичним та загадковим.

- Наймістичнішим письменником України, як часто називають її, сама письменниця вважає Франка.

- За мотивом переказу Франка про спалення опирів в Нагуєвичах під час холери 1831 р. Галина Пагутяк написала роман «Урізька готика», який авторка відносить до вершинних своїх творів.

- Галина Пагутяк — особлива мандрівниця. Подорожі селами Галичини вилилися 2014 р. в незвичайну книгу розповідей, кілька днів у Туреччині — у повість «Новий рік у Стамбулі». Часто буває в Ізраїлі, а Єрусалим вважає найтаємничішим містом світу, яке володіє неабиякою харизмою. У своїх творах показує власну зацікавленість країнами Близького Сходу. Коли американці та місцеві мародери розгромили музей в Багдаді, письменниця написала повість «Брат мій Енкіду».

- Намагається не писати твори від свого імені після цікавого випадку з читачем. Чоловік думав, що Галина Пагутяк їздить на візку, бо прочитав її повість «Соловейко», де головна героїня викидується із вікна та стає інвалідом.

### Книжкові видання
- «Діти» К.: Радянський письменник, 1982 (Діти (роман); Повість про Марію і Магдалину; Лялечка і Мацько; Філософський камінь (роман))
- «Господар» К.: Радянський письменник, 1986 (Господар (фантаст. роман); Соловейко (повість))
- «Потрапити в сад» К.: Молодь, 1989 (Компроміс (роман);Трагічні оповідання (цикл))
- «Гірчичне зерно» К.: Радянський письменник, 1990 (Повісті)
- «Записки Білого Пташка» К.: Український письменник, 1999 (Смітник Господа нашого (роман); Радісна пустеля (роман); Записки Білого Пташка (повість))
- «Захід сонця в Урожі» Л.: Піраміда, 2003 (Романи: Смітник Господа нашого;Книга снів і пробуджень. Повісті: Захід сонця в Урожі та інші)
- «Писар Східних Воріт Притулку» Л.: Піраміда, 2003 (Роман)
- «Королівство» Тернопіль: Джура, 2005 (Роман)
- «Втеча звірів або Новий Бестіарій» Київ: А-БА-БА-ГА-ЛА-МА-ГА, 2006 (Казкова повість)
- «Слуга з Добромиля» Київ: Дуліби, 2006 (Роман)
- «Книгоноші з Королівства» Пригодницький роман. — Тернопіль: Джура,2007
- «Мій Близький і Далекий Схід» Повість та есеї. — Львів, ЛА «Піраміда», 2009
- «Урізька готика» Київ: Дуліби, 2010 (Роман)
- «Зачаровані музиканти» К.: Ярославів Вал, 2010 (Роман)
- «Сни Юлії і Германа» К.: Ярославів Вал, 2011 (Роман)
- «Зачарованные музыканты»  — Саарбрюкен: YAM publishing, 2012 (роман, переклад російською — В. И. Щербаков)
- «Кожен день — інший. Щоденник»  — Львів: Піраміда, 2013
- «Аура древнего города. Литературный дневник». В ж. «Нёман», № 1,2; 2018. — Мн. — Перевод с украинского В. Щербакова
- «Розмови про життя і мистецтво» (у співавторстві з Олександром Клименком) — Тернопіль: Навчальна книга – Богдан, 2019.

### Твори
1. «Діти» (1982 р.)
2. «Господар» (1986 р.)
3. «Потрапити в сад» (1989 р.)
4. «Гірчичне зерно» (1990 р.)
5. «Записки білого пташка» (1999 р.)
6. «Писар Східних Воріт Притулку» (2003 р.)
7. «Захід сонця в Урожі» (2003 р.)
8. «Королівство» (2005 р.)
9. «Втеча звірів або Новий Бестіарій» (2006 р.)
10. «Слуга з Добромиля» (2006 р.)
11. «Книгоноші з Королівства» (2007 р.)
12. «Захід сонця в Урожі» (2007 р., 2-е видання, доповнене)
13. «Лялечка і Мацько» (2008 р.)
14. «Мій Близький і Далекий Схід» (2009 р.)
15. «Урізька готика» (2009 р.)
16. «Королівство» (2010 р., 2-е видання)
17. «Потонулі в снігах» (2010 р.)
18. «Зачаровані музиканти» (2010 р.)
19. «Писар Східних Воріт Притулку. Писар Західних Воріт Притулку» (2011 р.)
20. «Сни Юлії і Германа» (2011 р.)
21. «Слуга з Добромиля» (2012 р., 2-е видання)
22. «Уріж та його духи» (2012 р.)
23. «Кожен день інший» (2013 р.)
24. «Записки білого пташка» (2013 р., 2-е видання)
25. «Сентиментальні мандрівки Галичиною» (2014 р.)
26. «Магнат» (2014 р.)
27. «Новий рік у Стамбулі» (2015 р.)
28. «У кожного є бабуся» (2015 р.)
29. «Королівство» (2016 р., 3-є видання)
30. «Книгоноші з Королівства» (2016 р., 2-е видання)
31. «Захід сонця в Урожі» (2016 р., 3-є видання)
32. «Пан у чорному костюмі з блискучими ґудзиками» (2016 р.)
33. «Гіркі землі» (2016 р.)

### Переклади

#### Англійською
1. «Потрапити в сад»

#### Німецькою
1. «Захід сонця в Урожі» (уривки)
2. «Тебе спалить сонце»
3. «Дивись назад»

#### Російською
1. «Діти»
2. «Зачаровані музиканти»
3. «Галина Пагутяк по-русски. В переводах Виталия Щербакова», посилання — http://proza.ru/2013/04/21/1430 [Архівовано 13 лютого 2018 у Wayback Machine.]
4. «Аура древнего города. Литературный дневник». В ж. «Нёман», № 1,2; 2018. Мн. — Перевод с украинского В. Щербакова.

#### Словацькою
1. «Соловейко»

#### Хорватською
1. «Дивись назад»

## Аудіозаписи
Галина Пагутяк. "Євангеліє від шипшини" (уривок із міні-роману "Радісна пустеля"): https://www.youtube.com/watch?v=aVM7SKbSM_8